# بيان لان
بيان لان (بالصينية: 卞兰) (من مواليد 17 أغسطس 1984 في ييشينغ، جيانغسو) هي لاعب كرة سلة من الصين التي كانت جزء من الفريق الذي فاز بالميدالية الذهبية في بطولة آسيا عام 2002. كما شاركت في الألعاب الأولمبية الصيفية 2008 في بكين. في بطولة آسيا للسيدات لعام 2009 ساعدت بيان الصين على الفوز بالبطولة وبلغ متوسطها 10.1 نقطة و 3.1 كرة مرتدة و 3.7 مساعدة لكل مباراة وتم اختيارها أفضل لاعبة في البطولة.

## روابط خارجية
- بيان لان على موقع الاتحاد الدولي لكرة السلة (الإنجليزية)
- بيان لان على موقع كرة السلة الأوروبية.كوم (الإنجليزية)
- بيان لان على موقع سبورتس رفرنس (الإنجليزية)
- بيان لان على موقع أوليمبيديا (الإنجليزية)